# Verenigde Staten en de Europese Unie

De Europese Unie (groen) en de Verenigde Staten van Amerika (oranje)

De relaties tussen de Verenigde Staten van Amerika en de Europese Unie zijn de bilaterale relaties tussen de Europese Unie (EU) en de Verenigde Staten van Amerika (USA).

## Kerngegevens
|                                 | Europese Unie                                                                                                 | Verenigde Staten van Amerika                                                      |  |
| ------------------------------- | --- | --------------------------------------------------------------------------------- |  |
| Bevolking                       | 449.200.000 (2024)                                                                                            | 320.289.000                                                                       |  |
| Oppervlakte                     | 4.324.782 km2                                                                                                 | 9.826.630 km2                                                                     |  |
| Aantal inwoners per oppervlakte | 115/km2 | 31/km2                                                                            |  |
| Hoofdstad                       | Brussel (de facto)                                                                                            | Washington D.C.                                                                   |  |
| Wereldsteden                    | Londen, Parijs, Rome, Madrid, Berlijn, Amsterdam, etc.                                                        | New York, Los Angeles, Chicago, San Francisco, Boston, Miami, etc.                |  |
| Bestuursvorm                    | Supranationale parlementaire democratie gebaseerd op de Verdragen van de Europese Unie                        | Federale presidentiële republiek gebaseerd op de Grondwet van de Verenigde Staten |  |
| Eerste leider                   | Walter Hallstein (1958-1967)                                                                                  | George Washington (1789-1797)                                                     |  |
| Huidige leiders                 | Voorzitter van de Europese Raad António Costa Voorzitter van de Europese Commissie Ursula von der Leyen       | President van de Verenigde Staten van Amerika Donald Trump                        |  |
| Huidige plaatsvervangend leider | Vicevoorzitter van de Europese Commissie Frans Timmermans                                                     | Vice-president van de Verenigde Staten van Amerika J.D. Vance                     |  |
| Ambassadeur                     | David O'Sullivan                                                                                              | Anthony L. Gardner                                                                |  |
| Officiële talen                 | zie Talen van de Europese Unie                                                                                | Engels (de facto)                                                                 |  |
| Etnische groepen                | Duitsers (ca. 92 miljoen), Fransen (ca. 68 miljoen), Italianen (ca. 59 miljoen), Spanjaarden (ca. 48 miljoen) | Blanke Amerikanen (ca. 74%)                                                       |  |
| BBP                             | $ 18.881.000.000.000 ($ 37.772 per capita)                                                                    | $ 18.287.000.000.000 ($ 57.045 per capita)                                        |  |

1. ↑  Population and population change statistics (Eurostat-Statistics Explained)

## Geschiedenis
De Europese Unie en de Verenigde Staten zijn de twee grootmachten op economisch en militair gebied. De EU heeft geen eigen leger, maar de lidstaten werken samen binnen het Gemeenschappelijk Veiligheids- en Defensiebeleid. De VS en EU domineren de wereldhandel en spelen een leidende rol in internationale politieke betrekkingen. De uitspraken van zowel de EU en de VS hebben niet alleen gevolgen voor beiden, maar ook voor de rest van de wereld. De VS en de EU verschillen van mening over een groot aantal zaken. Daarnaast hebben ze verschillende politieke, economische en sociale agenda's. Omdat de EU geen federale staat is, worden de betrekkingen bemoeilijkt vanwege het ontbreken van een gemeenschappelijke buitenlands beleid. Het belangrijkste voorbeeld was gedurende de Irakoorlog. Sindsdien heeft de Europese Unie steeds meer vorm gegeven aan het buitenlandse beleid middels de Raad Buitenlandse Zaken.
Belangrijke momenten in de betrekkingen tussen de VS en de EU waren de volgende:
- Berlijnse Muur (1961-89)
- Cubacrisis (1962)
- De beëindiging van het Franse lidmaatschap van de NAVO (1966)
- Het einde van het Bretton Woods-systeem (1971)
- Jom Kippoeroorlog (1973)
- Sovjetoorlog in Afghanistan (1979-89)
- Boycot van de Olympische Zomerspelen van 1980 in Moskou.
- Golfoorlog (1990-91)
- Joegoslavische oorlogen (1991-95, 1998-99)
- Irakoorlog (2003-13)
- TTIP (2013-2016)

## Handel
De betrekkingen tussen de EU en de VS focusen zich hoofdzakelijk op handelsbetrekkingen. De Europese Unie is een bijna voltooid handelsblok. Daarnaast heeft de EU een vergaand mededingsrecht ontwikkeld. Deze twee aspecten vormen de belangrijkste aspecten van de betrekkingen. De VS en de EU produceren tezamen 60% van het wereld BBP. De handel van de twee vertegenwoordigen 33% van de wereldhandel in goederen en 42% in diensten. Door de steeds toenemende economische integratie van de Europese Unie is de EU een belangrijke economische macht geworden.
| Richting van handel | Goederen        | Diensten      | Investeringen   | Totaal          |
| ------------------- | --------------- | ------------- | --------------- | --------------- |
| EU richting VS      | € 260 miljard   | € 139 miljard | € 112,6 miljard | € 511,6 miljard |
| VS richting EU      | € 127,9 miljard | € 180 miljard | € 144,5 miljard | € 452.4 miljard |

## Topconferenties EU-VS
De beleidsmakers van de Europese Unie en de Verenigde Staten van Amerika houden elk jaar gezamenlijk een topconferentie. Het ene jaar wordt de conferentie gehouden in het land dat op dat moment het Voorzitterschap van de Europese Unie heeft en het andere jaar in Washington D.C..

## Delegaties

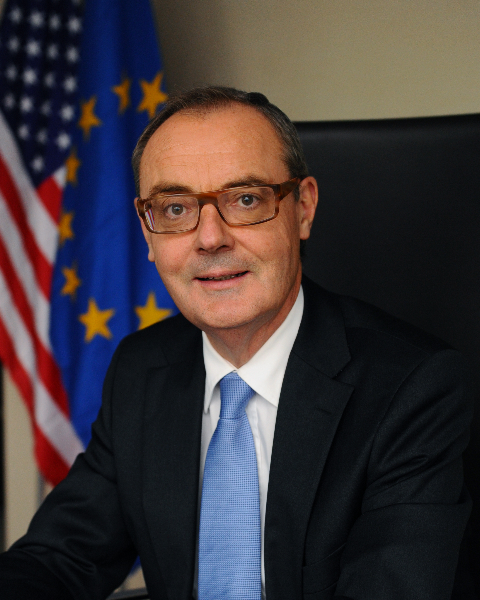
David O'Sullivan

De Europese Unie heeft sinds 1971 een diplomatieke delegatie in de Verenigde Staten van Amerika. De huidige ambassadeur is David O'Sullivan, de voormalige secretaris-generaal van de Europese Commissie (2000-2005). Eerder werd de positie onder meer bekleed door Jens Otto Krag (1974-1977), Dries van Agt (1989-1995) en John Bruton (2004-2009).
De Verenigde Staten van Amerika hebben sinds 1961 een diplomatieke delegatie bij de Europese Unie. De huidige ambassadeur is Anthony L. Gardner.